# Helmut Göring (Historiker)
Helmut Göring (* 7. Oktober 1894 in Kettwig/Ruhr; † 1. April 1957 in Freudenstadt) war ein deutscher Historiker und Hochschullehrer.

## Leben und Wirken
Helmut Göring studierte Geschichte, Sprachwissenschaft, Germanistik, Philosophie und Kunstgeschichte an den Universitäten Freiburg/Br. (1913), Cambridge (1913), Bonn (1913/14), Paris (1914), München (1914) und an der Eberhard Karls Universität Tübingen (1918 bis 1920), wo er 1920 bzw. 1921 bei Carl Johannes Fuchs mit einer wirtschaftsgeschichtlichen Arbeit promoviert wurde. Durch den Kriegsdienst (1914 bis 1916) erfolgte eine Unterbrechung seines Studiums. Im Jahre 1924 habilitierte er sich an der Universität Köln für das Fach Neuere Geschichte, bis 1931 lehrte er dort als Privatdozent. Von 1931 bis 1934 arbeitete er als wissenschaftlicher Leiter der Weltkriegsbücherei Stuttgart. Von 1932 bis zu seiner Emeritierung 1945 wirkte Göring als ordentlicher Professor für Geschichte an der Technischen Hochschule Stuttgart. Im Amtsjahr 1933/34 bekleidete er das Amt des Rektors dieser Hochschule. 1933 trat er der NSDAP bei und wurde 1945 von der amerikanischen Militärregierung entlassen.

## Veröffentlichungen (Auswahl)
- Die französische Landarbeiterfrage im Rahmen der französischen Bevölkerungspolitik. Tübingen 1921 (Dissertation).
- Die auswärtige Politik des Kurfürstentums Trier im XVIII. Jahrhundert vornehmlich unter Franz Georg von Schönborn (= Heidelberger Abhandlungen zur mittleren und neueren Geschichte, Bd. 54). Winter, Heidelberg 1922.
- Macht und Staat. In: Arthur Moeller van den Bruck (Hrsg.): Die neue Front. Paetel, Berlin 1922, S. 397–408.
- Die Großmächte und die Rheinfrage in den letzten Jahrhunderten  (= Rheinische Schicksalsfragen, Bd. 12). Verlag Rheinischer Beobachter, Berlin 1926.
- Tocqueville und die Demokratie. Oldenbourg, München/Berlin 1928 (Habilitationsschrift, Universität Köln).
- Deutschland, Österreich und das Haus Habsburg. In: Heinrich Dannenbauer (Hrsg.): Das Reich. Idee und Gestalt. Festschrift für Johannes Haller zu seinem 75. Geburtstag. Cotta, Stuttgart 1940, S. 217–229.